# Chiesa di Santa Maria Immacolata e San Giovanni Berchmans
La chiesa di Santa Maria Immacolata e San Giovanni Berchmans è un luogo di culto cattolico di Roma, situato nel quartiere Tiburtino, in piazza dell'Immacolata.

## Storia
La chiesa fu costruita per volere di papa Pio X tra il 1906 ed il 1909 su progetto elaborato dall'architetto Costantino Schneider e diretto dagli architetti Francesco e Carlo Strocchi, e fu solennemente consacrata dall'arcivescovo di Malines, il cardinale Desiré Mercier, il 19 marzo 1909. Essa fu dedicata a Santa Maria Immacolata, dogma proclamato da papa Pio IX (1854) e a Giovanni Berchmans, gesuita belga particolarmente devono all'Immacolata, come segno di riconoscenza verso i cattolici belgi che avevano dato un sostanzioso contributo economico per l'edificazione della chiesa.
La chiesa è sede parrocchiale, eretta da papa Pio X il 12 marzo 1909 con la lettera apostolica In ordinandis, ed affidata ai Giuseppini del Murialdo. Dal 1969 è sede del titolo cardinalizio dell'“Immacolata al Tiburtino”.

## Descrizione

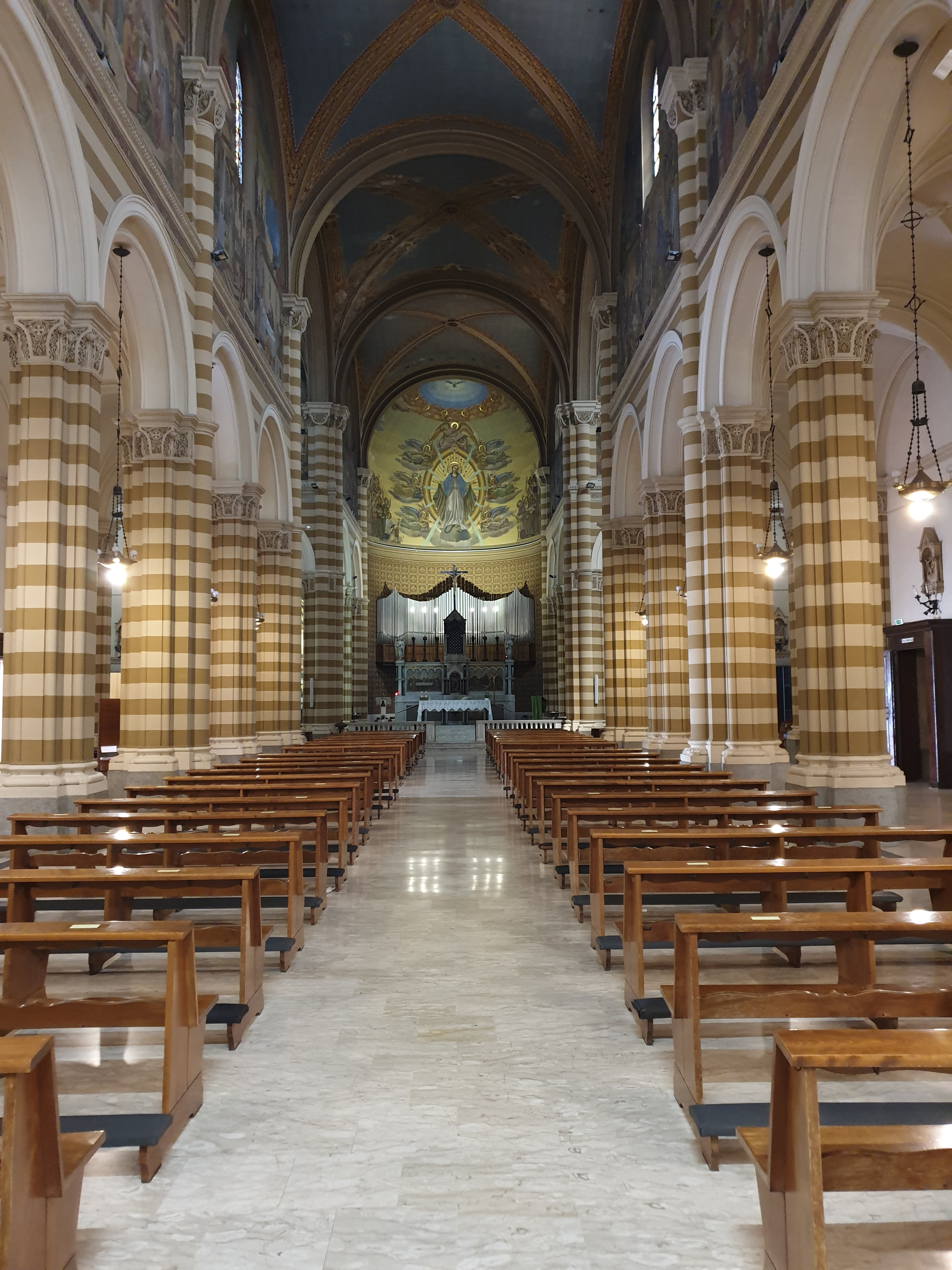
Interno

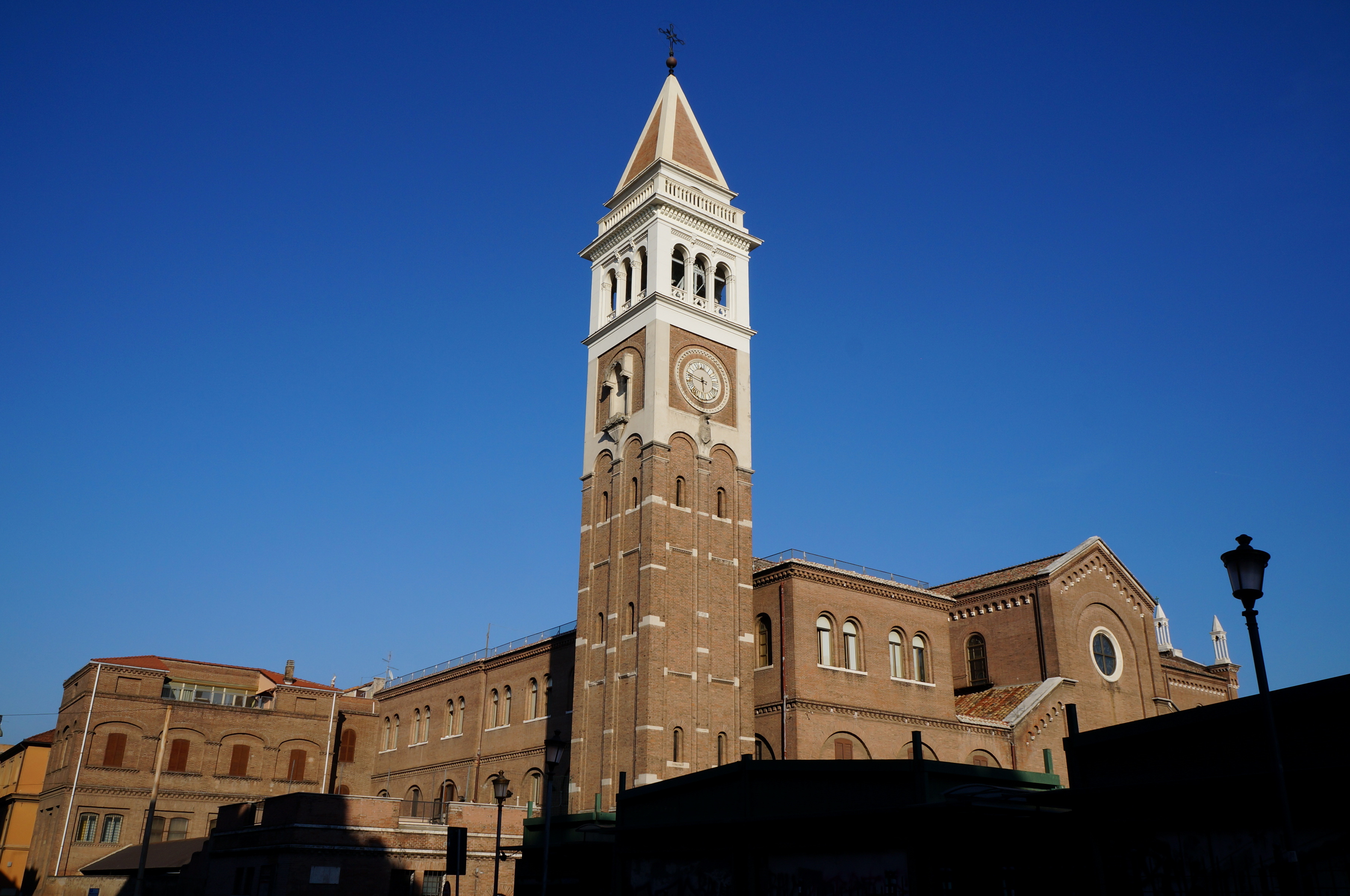
Il complesso con il campanile, ispirato a quello di San Marco

La chiesa è in stile neoromanico con elementi neogotici. L'esterno è rivestito di mattoni a vista; la facciata è a salienti e presenta, al centro, il portale con lunetta musiva e, in alto, il rosone circolare. Il campanile, ispirato a quello di San Marco a Venezia ma di dimensioni minori (altezza 50 metri, lato 9,20 metri), fu aggiunto in seguito, nel 1929; esso ospita un concerto di sei campane fuse da Pasqualini di Fermo.
L'interno è a croce latina a tre navate, con volte a crociera e finestre a vetri policromi. La decorazione dell'interno risale al secondo dopoguerra (1946-1954) ad opera di Mario Prayer. La decorazione pittorica si sviluppa su un'area di oltre 650 m²; nell'abside è raffigurato il trionfo della Vergine tra santi e martiri mentre lungo la navata ogni lunetta comprende due episodi della vita della Madonna. Al centro delle lunette, sotto i finestroni, sono affrescate in bianco e nero a tempera, nicchie con statue in falso bassorilievo rappresentanti allegorie mariane con le virtù della Madonna e figure femminili bibliche; mentre, nella parete di fondo intorno al rosone centrale in vetro policromo, viene descritto il trionfo della fede e la glorificazione di S. Pio X, che accompagna le anime al cielo sotto la guida della Vergine. Molti personaggi raffigurati nelle decorazioni del transetto e della navata centrale sono tratti da fotografie di uomini e donne che caddero sotto i bombardamenti del 19 luglio 1943.
Sulla cantoria alle spalle dell'altare maggiore vi è l'organo a canne, costruito nel 1925 da Zeno Fedeli e successivamente elettrificato, che dispone di 17 registri su due manuali e pedale.